# ラント平和令
ラント平和令（Landfrieden）とは、中世ドイツにおいてフェーデの制限・禁止を発したもの。

## 概要
中世ドイツにおいて、ラント平和令は幾度も発布された。神聖ローマ帝国全体に及ぶ最古のラント平和令は、1103年に神聖ローマ皇帝ハインリヒ4世が発したものであった。1235年、皇帝フリードリヒ2世が発した「マインツのラント平和令（Mainzer Landfriede）」は、従来までのラテン語ではなく、ドイツ語によって記述された。1495年にヴォルムス帝国議会(en)で定められた永久ラント平和令は、帝国内における一切のフェーデを否定したもので、これにともなって帝国最高法院が設置されることになった。
ローマ街道では強盗騎士が通行する交易商を襲撃する際、「フェーデによる決闘」とすることで強盗行為を正当化していたが、ラント平和令により後ろ盾を失い衰退していった。